# Raimond IV. z Toulouse
Raimond IV. z Toulouse či též Raimond ze Saint-Gilles (okcitánsky Raimon de Tolosa, Raimon de Sant Geli, latinsky Raimundus Tolosanus, Raimundus Sancti Aegidii; 1041 nebo 1042? – 28. února 1105, Tripolis) byl francouzský šlechtic a válečník, jeden z vůdců první křížové výpravy. Jako hrabě z Toulouse, vévoda z Narbonne a markýz z Provence byl jedním ze tří největších feudálních pánů v jižní Francii, v oblasti Okcitánie. Účastnil se také války s Maury na Pyrenejském poloostrově.
V letech 1096–1099 se účastnil první křížové výpravy. Před odjezdem rozprodal většinu svého majetku, neboť se ve Svaté zemi hodlal usadit. Účastnil se všech bitev křížové výpravy a často se dostával do sporu s ostatními veliteli. Chtěl se stát vrchním velitelem křižáckých vojsk, přel se o vládu v dobyté Antiochii i o korunu v Jeruzalémě, ale ani jednou nebyl úspěšný. V Palestině se nakonec rozhodl dobýt bohaté přístavní město Tripolis, které zaujímalo strategickou polohu mezi nové zřízeným křižáckým Jeruzalémským královstvím a jeho severními vazaly, a založil tak křižácký stát Hrabství Tripolis. Dobytí svého sídelního města se však už nedožil – zemřel během obléhání Tripolisu roku 1105.

## Před křížovou výpravou

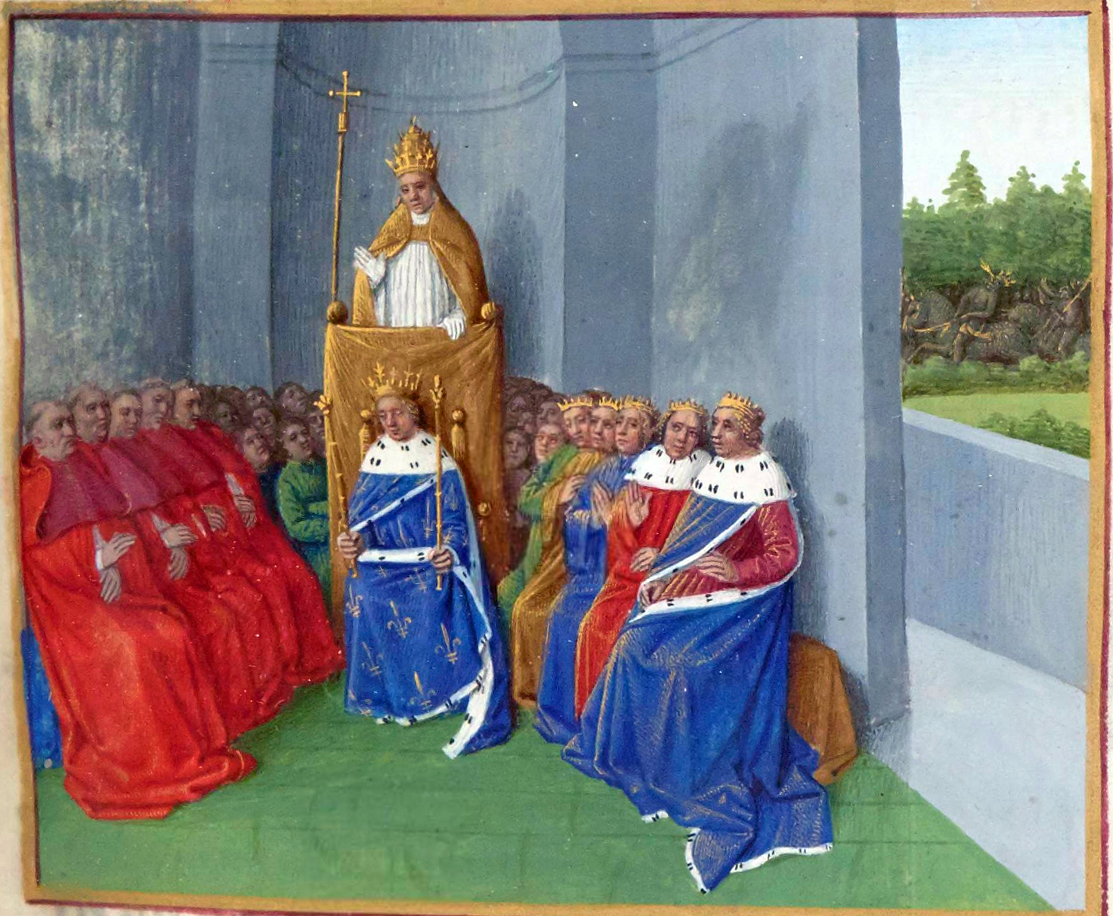
Papež Urban II. propaguje myšlenku křížové výpravy mezi francouzskými feudály (Jean Fouquet kolem 1455–1460)

Raimond byl synem hraběte Ponse z Toulouse a jeho třetí manželky Almodis de la Marche. Přídomek ze Saint-Gilles byl projevem jeho veřejné podpory kláštera v Saint-Gilles. Svou zbožnost dával najevo tím, že se před nástupem na trůn v Toulouse nechal titulovat jako Raimond ze Saint-Gilles a nikoliv jako Raimond, hrabě ze Saint-Gilles. Kolem roku 1066 se oženil s dcerou markýze z Provence, jejímž otcem byl buď Bernard I. nebo Geoffroy I. Jejich syn Bernard se však narodil ještě před svatbou a byl proto nelegitimní. Roku 1088 Raimond nastoupil na toulouský trůn po svém bratrovi Vilému IV. Když Raimond ovdověl, oženil se znovu s Matyldou z Hauteville, vdovou po hraběti Robertu z Eu a dcerou Rogera Sicilského. Toto manželství zůstalo bezdětné a roku 1094 Matylda zemřela. Ještě téhož roku se Raimond oženil s kastilskou princeznou Elvírou, nelegitimní dcerou krále Alfonse VI. Někdy před rokem 1096 se jako mnozí další jihofrancouzští šlechtici vydal bojovat po boku španělských rytířů do „svaté války“ proti Maurům. Díky sňatku s Elvírou měl dobré vztahy s kastilskou šlechtou. Roku 1094 zemřel provensálský markýz Vilém Bernard a jeho nástupcem se stal Raimond. Bula vydaná papežem Urbanem II. 22. července 1096 Raimonda tituluje jako Raimond, legitimní hrabě z Toulouse a Roussillonu a markýz provensálský – comes Nimirum Tholosanorum ac Ruthenensium et marchio Provintie Raimundus. Jako hrabě z Toulouse a markýz z Provence byl Raimond zároveň vazalem francouzského krále Filipa I. i římsko-německého císaře Jindřicha IV., což mu dovolilo v zápase o investituru mezi papežem a císařem zachovat neutralitu a udržovat velmi dobré vztahy s papežem.

## První křížová výprava
Na listopad roku 1095 svolal papež Urban II. církevní sněm do francouzského města Clermont a již v září přicestoval do jižní Francie, kde pobýval v Le Puy-en-Velay u biskupa Adhémara. Zde se setkal s Raimondem, se kterým se jako s jediným z budoucích křižáckých vojevůdců osobně radil o vyhlášení křížové výpravy. 18. listopadu byl koncil v Clermontu zahájen a 27. listopadu papež na závěr jednání vystoupil pod širým nebem, aby vyhlásil první křížovou výpravu. Reakce přítomných byly velmi spontánní, vypuklo bouřlivé nadšení. K papeži okamžitě přistoupili vyslanci Raimonda z Toulouse, aby ohlásili účast svého pána, i biskup Adhémar, který papeže požádal o požehnání a povolení účastnit se výpravy.

### Cesta do Konstantinopole
V srpnu roku 1096 vytáhla na křížovou výpravu provensálská armáda o síle 1200 rytířů a 8500 pěších vojáků. Raimond zastavil či prodal většinu svého majetku, aby mohl vyzbrojit největší kontingent první křížové výpravy. Ve Svaté zemi hrabě hodlal zůstat natrvalo, na což dokonce přísahal. Spolu s Raimondem šel i biskup Adhémar, který byl jmenován papežským legátem, ve své funkci odpovědným jedině samotnému papeži. Ale protože se Puy nacházelo na Raimondově území, byl Adhémar ve světských záležitostech Raimondovým poddaným.

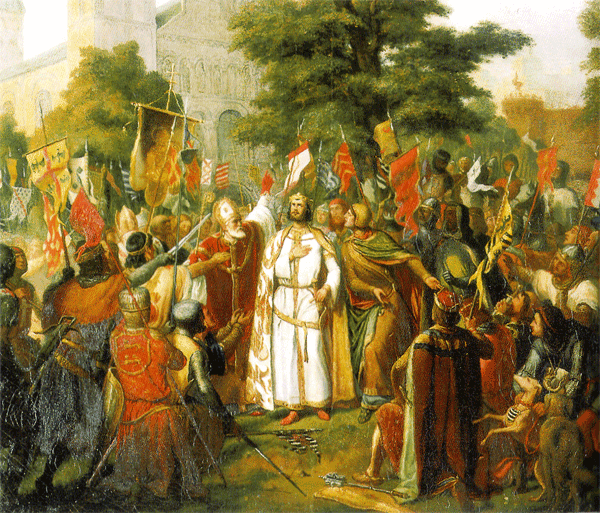
Raimond z Toulouse a biskup Adhémar z Le Puy (červená postava po Raimondově pravici) odcházejí na křížovou výpravu, romantický obraz z 19. století

Provensálci postupovali oproti ostatním křižáckým oddílům neobvyklou trasou přes severní Itálii, přes pohoří Dalmácie a po východním pobřeží Jadranu. Ukázalo se, že to bylo špatné rozhodnutí. Cesty v Dalmácii byly neschůdné a polodivoké slovanské obyvatelstvo nepřátelské. Slované křižákům vyplenili zásobovací karavany a neustále je ze zálohy napadali. Kaplan Raimond z Aguilers, který sepsal kroniku první křížové výpravy z pohledu Provensálců a Raimonda z Toulouse, popsal jeden z incidentů mezi křižáky a Slovany:
| „ | Hrabě byl s muži svého zadního voje, když jej a několik jeho mužů Slovani na nějaký čas odřízli. Zaútočil na ně a šest jich zajal. Když se proto na něho ostatní Slované pomstychtivě vrhli a nutili ho, aby jel zpátky k armádě, nařídil, aby několika zajatcům vyloupali oči, jiným uřezali nohy a zbývajícím zmrzačili nosy a ruce. Pronásledovatelé při pohledu na zajatce zaváhali jati lítostí nad jejich utrpením a hraběti se podařilo i s doprovodem ve zdraví uniknout. | “ |
| — | |   |

Pochod přes slovanské území trval čtyřicet dnů a byl plný střetů s obyvatelstvem. Vojsko Provensálců postrádalo kázeň a i po přechodu přes byzantské hranice drancovalo, kudy prošlo. To vyústilo ve srážky s nomádským kmenem Pečeněhů, kteří sloužili v byzantském žoldu jako pořádkové oddíly. Ti také zranili a zajali biskupa Adhémara, ale když zjistili o koho jde, okamžitě ho propustili. Adhémar, považovaný za „muže velké svatosti“, jim ale odpustil a na léčení se zdržel v Soluni. Incident však zejména mezi prostými poutníky vzbudil velké pohoršení.
Krátce před tím, než na byzantské území vstoupil Raimond, již do Konstantinopole dorazil italsko-normanský válečník Bohemund z Tarentu, který si stejně jako Raimond činil nárok na vrchní velení křížové výpravy. Raimond, vybaven ze všech stran znamením kříže, ve spěchu předjel svá vojska a jel do Konstantinopole za císařem Alexiem, aby se s ním co nejdříve setkal. Císař po všech křižáckým vůdcích požadoval složení lenní přísahy, která by křižáky zavazovala navrátit dobytá území v Anatolii zpět Byzantské říši. To však Raimond odmítal udělat, pokud by přísaha znamenala poslušnost Bohemundovi z Tarentu. S odjezdem svého vůdce ztratilo vojsko i poslední zbytky kázně a pořádku a začalo plundrovat okolí Rodosta. Pečeněhové si na pomoc přivolali oddíly byzantské armády z celého okolí a mezi Provensálci a byzantskými žoldnéři se strhla regulérní bitva. Křižáci byli na hlavu poraženi a zbytek cesty do Konstantinopole tak už proběhl v naprostém klidu.

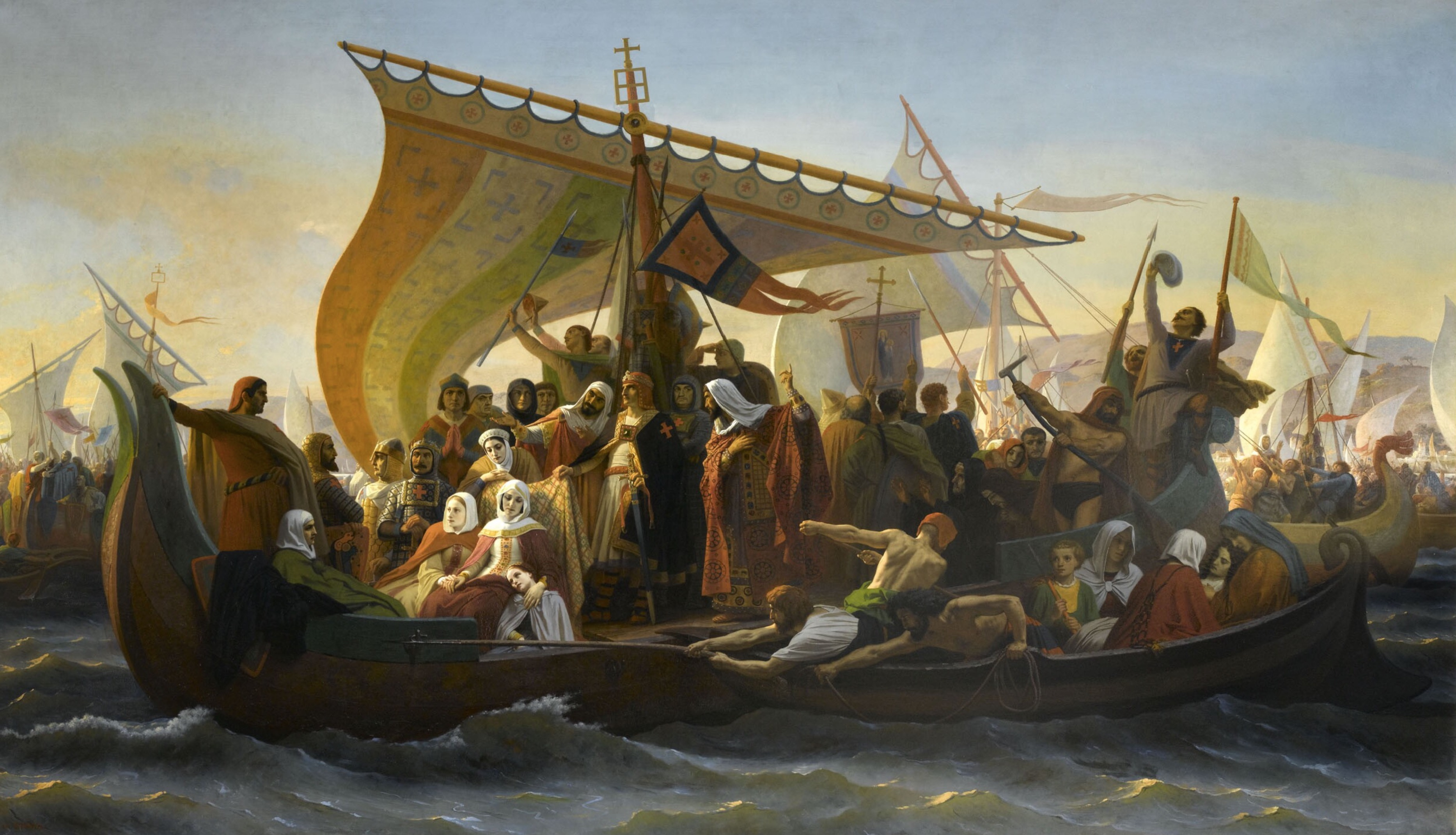
Křižáci na řeckých lodích se přeplavují přes Bospor, romantický obraz z 19. století

Bitva však nepošramotila další vztahy mezi císařem a Raimondem. Raimond vzešel z kruhů vznešené středomořské kultury a Byzantinci byl považován za civilizovanějšího a spolehlivějšího než ostatní západní vůdci. V Konstantinopoli se Raimond dozvěděl, že Bohemund vrchní velení nezískal, čímž byla cesta k vyjednávání otevřena. Raimond během jednání Alexiovi navrhl, že se plně podrobí jeho velení, zúčastní-li se byzantská armáda křížové výpravy. Alexios mu však sdělil, že „svaté války“ se v žádném případě účastnit nehodlá. Po týdenním vyjednávání Raimond z Toulouse složil císaři přísahu. Protože se však Raimond považoval za papežova zástupce, byla přísaha poněkud volnější povahy, než jakou složili ostatní křižáčtí předáci.
| „              | Ze všech Latinů měl císař nejraději Raimonda z Toulouse, kterého měl rád pro jeho vynikající moudrost, bystrý úsudek a čistý život... | “ |
| — Anna Komnéna | |   |

Koncem dubna již byli Provensálci na byzantských lodích přepraveni do křižáckého tábora v Anatolii.

### Nikaia

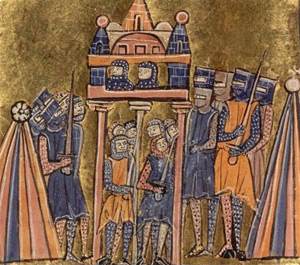
Křižáci obléhají Nikaiu, středověký iluminovaný rukopis

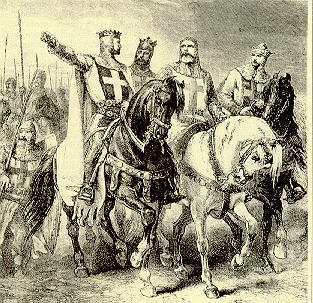
Vůdcové první křížové výpravy: Godefroy z Bouillonu, Bohemund z Tarentu, Raimond z Toulouse a Tankred, romantický obraz z 19. století

Počátkem května 1097 první křižáci, vedení Godefroyem z Bouillonu a Bohemundem z Tarentu, vytáhli proti Nikaii, mocnému městu v rukách seldžuckých Turků. Protože Nikaiu nebylo možné vzít ztečí, museli se křižáci přiklonit k pravidelnému obléhání. V polovině měsíce se k obléhání připojil i Raimond z Toulouse, který spolu s oddíly vedenými biskupem Adhémarem rozbil tábor na jižní straně města u brány Jenisehir.

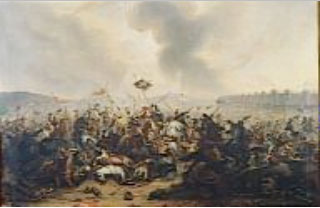
Calixte Serrur: Bitva před Nikaiou mezi křižáky a Kilič Arslanem

Sultán Kilič Arslan I., jehož byla Nikaia sídelním městem, v té době válčil na východě se svým sousedem, vzdělaným a lstivým válečníkem Danišmendem Moudrým. Po zkušenostech s křižáckými poutníky vedenými Petrem Poustevníkem, které rok před tím jeho armáda zmasakrovala, neměl o křižácích nejlepší mínění. Navíc mu jeho špehové z Konstantinopole donesli skeptický byzantský názor, že křižáci budou jistě poraženi, a tak na zprávy o postupu Evropanů nereagoval. Když však poslové z Nikaie stále přinášeli zprávy o obležení města, na radu svých emírů se sultán rozhodl přerušit konflikt s Danišmendem a vrátit se na západ.
Kolem 20. května Kilič Arslan dorazil k Nikaii. Emírové mu radili vyhnout se boji a ustoupit do vnitrozemí, ale sultánovi se zdálo, že nemá na výběr, a chtěl se pokusit své město osvobodit. 21. května za úsvitu Turci zaútočili. Aby mohli blokádu prorazit, museli se s oplechovanými rytíři utkat tváří v tvář, avšak tento styl boje jim vůbec nevyhovoval. Hlavní nápor směřoval na pozice Raimonda z Toulouse a vedle tábořící Vlámy hraběte Roberta Flanderského. Provensálci odrazili první vlnu a vydrželi, dokud nedorazily posily od dalších oddílů obléhatelů. Bitva trvala celý den a na obou stranách se začali hromadit padlí. Sultán za soumraku dal povel k ústupu, přičemž obleženým obráncům města dal vědět, že je nedokáže zachránit a ať jednají dle svého uvážení, čímž je vyvázal ze závazku věrnosti. Vítězství křižáky naplnilo hrdostí a Raimond z Toulouse nařídil useknout hlavu každému padlému Turkovi, kterého křižáci objevili, hlavami nabít řecké obléhací stroje a vystřelit je přes hradby do města.
Křižáci pokračovali v obléhání, ale nikaiské hradby byly lepší, než s jakými se rytíři dosud mohli na Západě setkat, navíc k obleženým neustále proudily zásoby po Askánském jezeře. Raimond se ujal hlavní iniciativy a zaměřil se na baštu Gonatas, zvanou Klečící věž. Byzantská princezna Anna Komnéna ve svém historickém díle Alexias Raimondův útok na hradby popisuje:
| „              | Dal postavit kulatou dřevěnou věž, kolem dokola ji dal potáhnout kůží a z vnitřní strany vyplést proutím. Když stavbu dokončil, pevnou obléhací věž přitáhl k věži zvané Gonatas, (...) kterou většina zkušených vojenských inženýrů nazývá „želva“. Do věže umístil vojáky vyzbrojené pro boj o hradby a další vojáky, kteří dovedli pomocí železných nástrojů otřást hradební věží ze spodní strany; ti první uměli bojovat s obránci tak, aby druzí měli volné ruce k podkopávání věže. Ti na místo vykopaných kamenů vsunovali dřevěné klády. Když se prokopali na druhou stranu věže, takže už bylo možno vidět prosvítající světlo, klády zapálili. Když dřevo shořelo, Gonatas se naklonil ještě víc a jméno mu plným právem zůstalo. Keltové pak obklíčili zbytek hradeb berany a „želvami“, v malé chvíli naplnili příkop před hradbami pískem, vyrovnali povrch s okolním rovinatým terénem a všemi silami se pustili do obléhání města. | “ |
| — Anna Komnéna | |   |

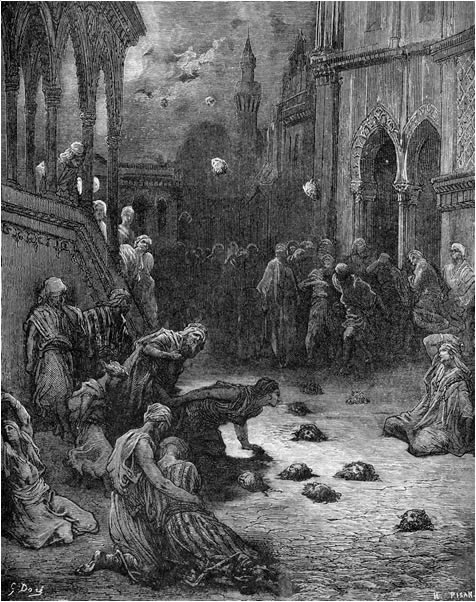
Gustave Doré: Turecké hlavy, křižáky vystřelované po bitvě, přistávají v nikaiských ulicích

Provensálcům se podařilo strhnout část věže a vytvořit v hradbách díru. Brzy se však setmělo, Raimond musel útok odvolat a Turkům se přes noc podařilo hradby opravit. 3. června dorazili k Nikáji poslední křižáčtí velmoži z Francie a Normandie a krátce na to se byzantskému admirálovi, vévodovi Manuelu Butumitovi podařilo po souši z moře dostat na Askánské jezero lodě, čímž bylo město uzavřeno. Obránci si uvědomili neodvratný konec a v noci 18. června se město vzdalo Byzantincům. O týden později křižácká armáda vyrazila dále na východ.

### Cesta Anatolií
Pro lepší zásobování se křižáci rozdělili do dvou skupin: Severofrancouzi a Normani vedení Bohemundem z Tarentu vyrazili napřed a den cesty od nich v závěsu táhli Jihofrancouzi a Lotrinčani vedení Raimondem z Toulouse, což se ukázalo jako dobrý způsob, jak oddělit oba vojevůdce prahnoucí po vrchním velení. 1. července byla první skupina v údolí Dorylaion napadena Kilič Arslanovou armádou. Křižáci byli obklíčeni tureckými jízdními lučištníky, ale vzdorovali šest hodin, dokud nedorazily posily z druhé skupiny křižáckých armád. Nově příchozí rytíři se sešikovali a zaútočili na turecké vojáky. Raimond z Toulouse spolu s Robertem Flanderským velel středu. Menšímu oddílu Provensálců, vedených legátem Adhémarem, se podařilo oklikou vpadnout ustupujícím do zad a rozbít tureckou linii, takže přeživší Turci ustoupili.

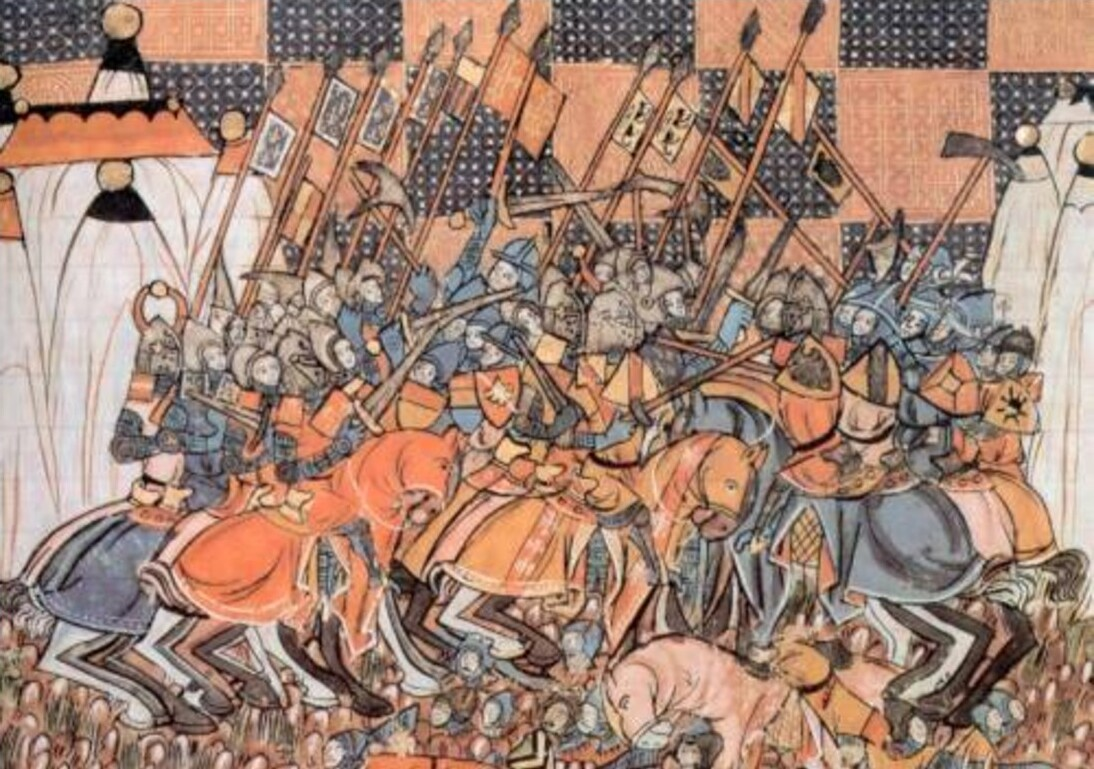
Bitva u Dorylaia, středověká miniatura Viléma z Tyru

Další cesta byla pro křižáky obtížná. Půda nebyla obdělávána, Turci zasypali nebo otrávili studny a byzantští průvodci disponovali jen zastaralými mapami, což v západních bojovnících vyvolávalo nedůvěru k byzantským spojencům. Navíc ve vojsku byla špatná hygiena a propukaly nemoci. Raimond z Toulouse těžce onemocněl, musel být nesen na nosítkách a v očekávání brzké smrti mu bylo uděleno poslední pomazání. Zvěst o velkých porážkách seldžuckých armád u Nikaie a Dorylaia se roznesly Anatolií a když se křižáci blížili k městu Iconium, obyvatelstvo ho opustilo a uchýlilo se do hor. Křižáci tak mohli neporušené a dobře zásobené město obsadit a zotavit se. Raimond z Toulouse se proti všem očekáváním velmi rychle uzdravil a byl schopen pokračovat v cestě.
Křižáci vytáhli dále na východ, u Herakley zahnali na útěk další Kilič Arslanovu armádu, posílenou o danišmendovské spojence, přešli pohoří Antitaurus, prošli arménským územím a 20. října 1097, čtyři měsíce pochodu od Nikáje, dorazili k Antiochii, mohutné pevnosti na břehu řeky Orontes a kdysi třetímu největšímu městu Římské říše.

### Dobytí Antiochie

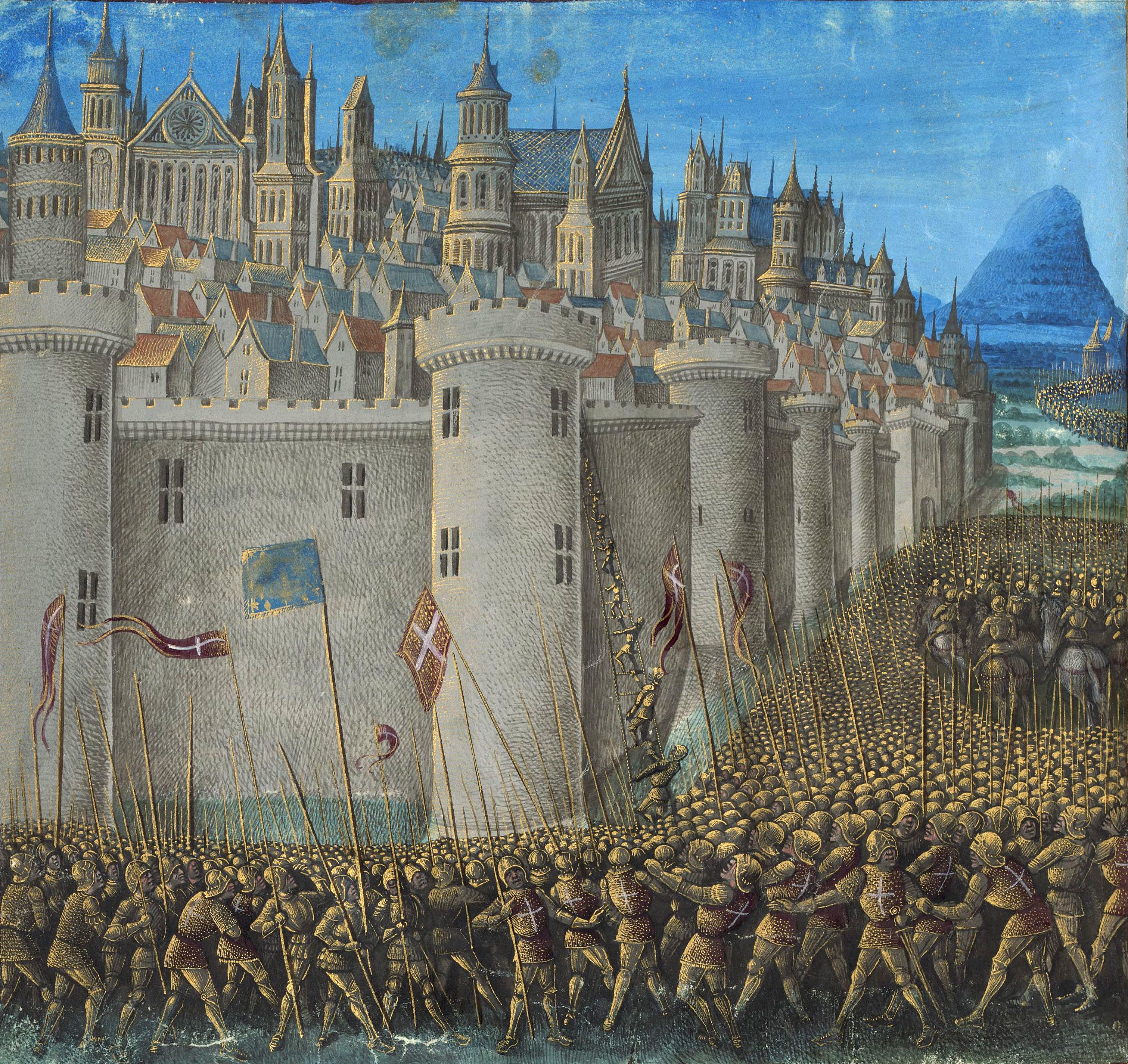
Křižáci obléhají Antiochii, rytina Sébastiena Mamerota z konce 15. století

Raimond z Toulouse navrhoval okamžitě přejít do frontálního útoku, ale jeho názor byl v menšině, neboť křižáci k mohutným hradbám města cítili značný respekt a velitelé nechtěli riskovat životy vojáků. Proto podobně jako u Nikaie přistoupili ke klasickému obléhání. Raimond rozbil tábor na severu města u Vévodské brány, vedle něho, na západní straně, tábořili Lotrinčané Godefroye z Bouillonu, na východě měli ležení vévoda Robert Normandský a Robert Flanderský a severně za Raimondovými zády měly svůj tábor byzantské oddíly pod velením generála Tatikia.
Křižáci s útokem nespěchali, protože dorazili v období žní a široké okolí skýtalo velké možnosti k drancování. Podcenili však dlouhodobé obléhání a již v prosinci jim zásoby došly, okolí bylo vyjedené a rozvodněná řeka Orontes omezila možnosti zásobování po vodě. Bohemund z Tarentu proto křižáckým velmožům navrhl, že spolu s flanderským hrabětem a 20 000 křižáky vyrazí do okolí opatřit zásoby. Tábor zůstal na povel hraběti Raimondovi a biskupu Adhémarovi a křižáci byli připraveni na případný útok. Turci v Antiochii odjezd části křižáckého vojska rychle zjistili a podnikli noční výpad na křižácké ležení. Útok postihl zejména Raimondovy vojáky, ale Raimond reagoval velmi rychle a vyrazil s rytíři Turkům naproti. Rytířům se podařilo Turky obrátit na útěk a skoro se jim podařilo dostat se otevřenou branou až do města, ale jeden splašený kůň vyvolal mezi jezdci chaos a šance na průlom tak nevyšla.
Výprava Bohemunda z Tarentu a Roberta Flanderského sice porazila armádu postupující z Damašku, ale přivezla jen velmi malou kořist, takže mezi křižáky vypukl hlad. Když se v únoru k Antiochii blížila armáda sultána Ridvána z Aleppa a emírů z Homsu a Diarbekiru, opustil křižáky byzantský generál Tatikios. Křižáčtí velitelé se proto ve stanu biskupa Adhémara sešli, aby dohodli další postup. Velmoži přijali návrh Bohemunda, aby naproti aleppské armádě vyrazili jen rytíři na koních, zatímco pěchota zůstane u města, aby bránila obléhaným podniknout útok. Ridvánovi Turci špatně zvolili místo tábora, takže nemohli uplatnit svou velkou převahu a byli křižáckou jízdou na hlavu poraženi.

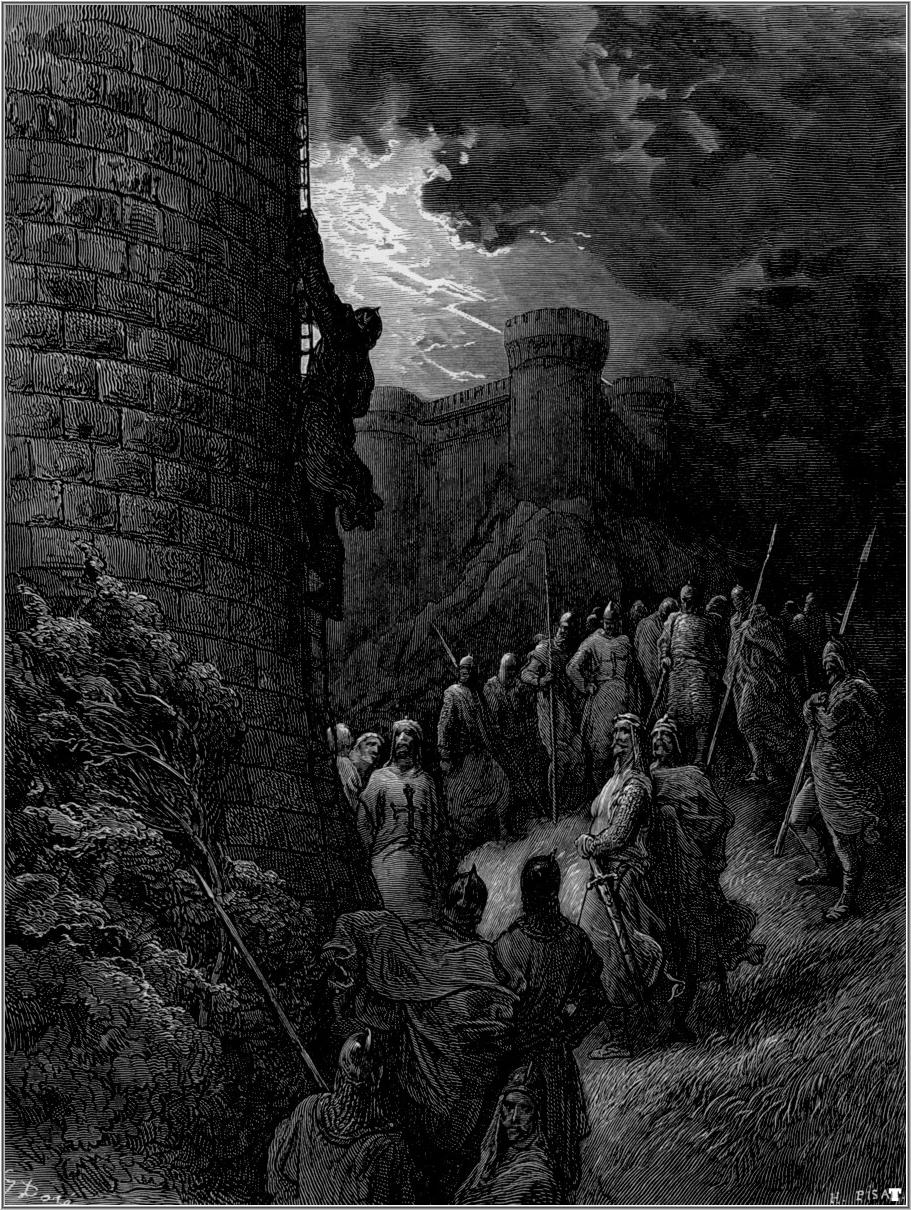
Gustave Doré: Bohemund z Tarentu šplhá na antiochijské hradby

Počátkem března 1098, krátce po porážce Ridvánovy armády, dorazily do malého přístavu svatého Simeona anglické lodě s italskými posilami a byzantskými techniky, které vyslal císař Alexios. Raimond z Toulouse a Bohemund z Tarentu vyrazili s malým doprovodem posily přivítat a uspíšit jejich přesun. Antiochijští Turci se o posilách pro křižáky dozvěděli a pokusili se jim zabránit dostat se do tábora. Až tisícičlenná turecká jednotka 5. března nastražila na křižáky léčku a podařilo se jí zabít dva rytíře a pět set neozbrojených poutníků. Raimond s Bohemundem prchali zpátky do tábora s tureckými jezdci v patách. V ležení před Antiochií však křižáci, zburcovaní přijíždějícím Raimondem a Bohemundem, reagovali rychle a přijíždějící Turky pozabíjeli.
V květnu začal Bohemund z Tarentu vyjednávat s velitelem jižního úseku antiochijských hradeb, Arménem Fírúzem o zradě města. Potřeboval však přesvědčit ostatní křižáky o legitimitě svých nároků na dobytou Antiochii. Raimond však Bohemundovy nároky odmítl a upozornil na přísahu, kterou křižáci složili v Konstantinopoli, že Antiochie má být navrácena Byzantské říši. Počátkem června přišly do tábora zprávy, že k Antiochii pochoduje obrovská turecká armáda z Mosulu. To pohnulo válečnou radou, aby i přes Raimondovy protesty přijala Bohemundův návrh. Tak 3. června 1098 křižáci zradou dobyli Antiochii, ale vzápětí byli sami obklíčeni mosulskou armádou, vedenou atabegem Kerbogou. Kerboga podnikl proti městu první útok, vojáci Roberta z Normandie a Huga z Vermandois ho odrazili. Když poté výpad podnikli sami křižáci, stihla porážka i je. Navíc ve městě byly jen malé zásoby a morálka křižáků se velmi zhoršila.

### Svaté kopí a Kerbogova porážka

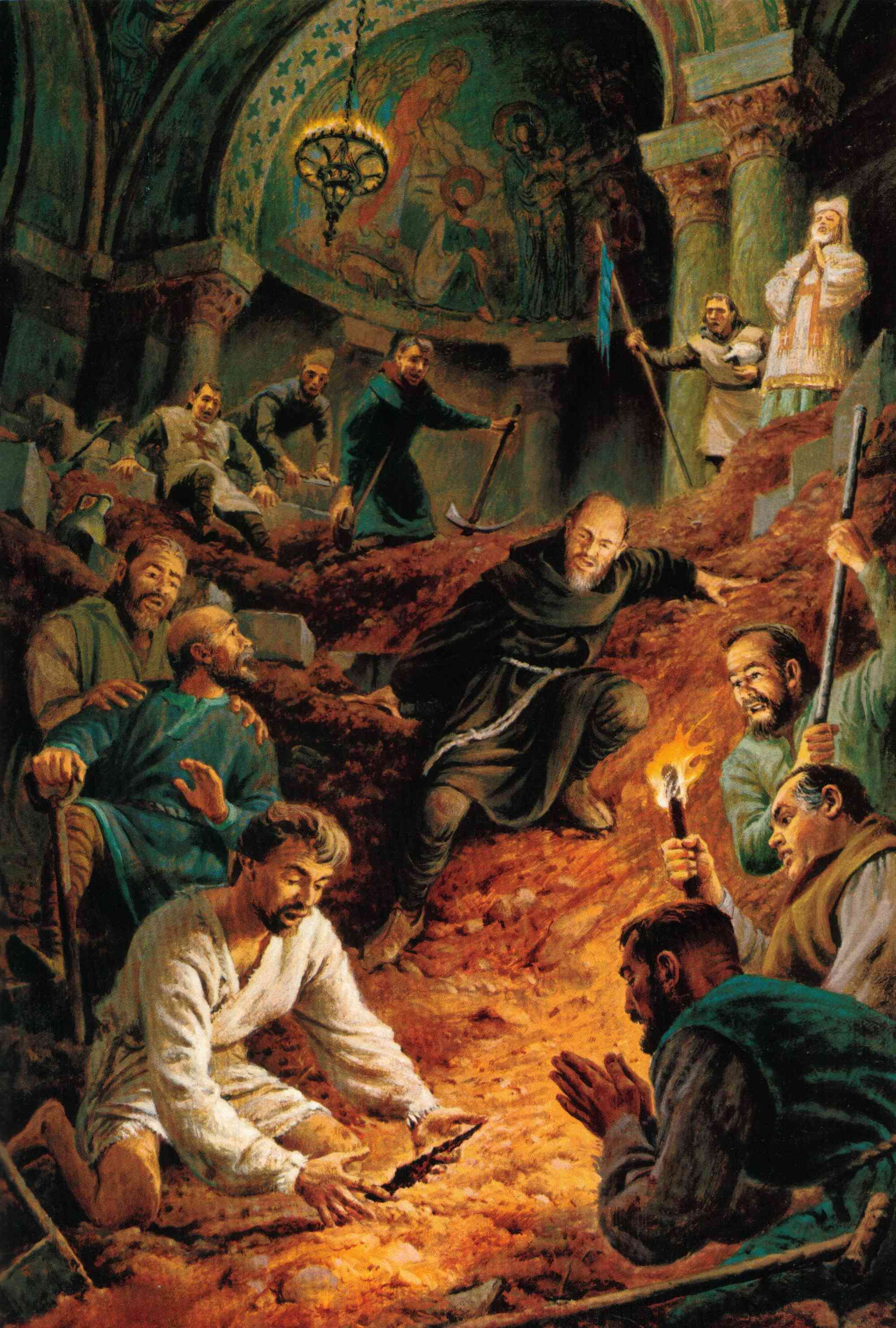
Nález Svatého kopí v Antiochii, 19. století

Týden po dobytí Antiochie si provensálský poutník jménem Petr Bartoloměj vyžádal přijetí u biskupa Adhémara a hraběte Raimonda. Oba byli vážně nemocní, ale poutníka přijali. Petr tvrdil, že se mu již po mnoho měsíců ve snech zjevuje svatý Ondřej a ukazuje mu, kde se v Antiochii nachází kopí, jímž byl proboden Ježíš Kristus na kříži. Relikvie měla být ukryta ve starobylé katedrále svatého Petra, z níž muslimové během obléhaní udělali stáje pro své koně, a proto ji křižáci po dobytí museli znovu vysvětit. Biskup Adhémar Petrovi nevěřil, mimo jiné proto, že ve sbírkách v Konstantinopoli již byla relikvie, kterou za Svaté kopí pokládali Byzantinci. Raimond z Toulouse, stejně jako jeho kaplan a kronikář Raimond z Aguilers, však Petrovi uvěřil a slíbil pomoc s hledáním kopí. 15. června se začalo v katedrále kopat, přítomen byl i hrabě Raimond a Raimond z Aguilers. Hledání bylo zpočátku bezúspěšné, kopáči už chtěli práce nechat, ale když nakonec do jámy vlezl sám Petr Bartoloměj, byla relikvie náhle objevena.
Mezi křižáky zavládla vlna nadšení, morálka se zlepšila a sám Raimond z Toulouse se prohlásil za opatrovníka vzácné relikvie. Raimond se zatím chopil diplomatické iniciativy a navrhl vyslat ke Kerbogovi Petra Poustevníka, vůdce křižáckých poutníků, s nabídkou výkupného, pokud budou muslimové ochotni se stáhnout. Petr Poustevník byl Raimondem vybrán i proto, že hrabě počítal s možností, že posel křižáků bude popraven, a pro Petrovu smrt by žádný z velmožů příliš netruchlil. Atabeg vyjednávání s křižáky odmítl, ale vyjednavače zabít nedal.
28. června došlo k rozhodné bitvě. Raimond, jemuž nemoc zabránila táhnout do bitvy, svěřil své oddíly velení legáta Adhémara a sám zůstal velet nečetné posádce, která zůstala v Antiochii. Velení křižáckého vojska se ujal Raimondův sok Bohemund, jemuž se po urputné bitvě podařilo Kerbogovu armádu porazit.

### Spory s Bohemundem
Po triumfu křižácké armády nad Kerbogou se Raimondovi ve městě vzdala i antiochijská citadela, kterou stále drželi přeživší vojáci původní turecké posádky, a Raimond dal nad vrcholem pevnosti vyvěsit svou zástavu. Proti tomu se ostře ohradil Bohemund, který požadoval její sejmutí a na citadelu dal vyvěsit svojí vlastní zástavu.

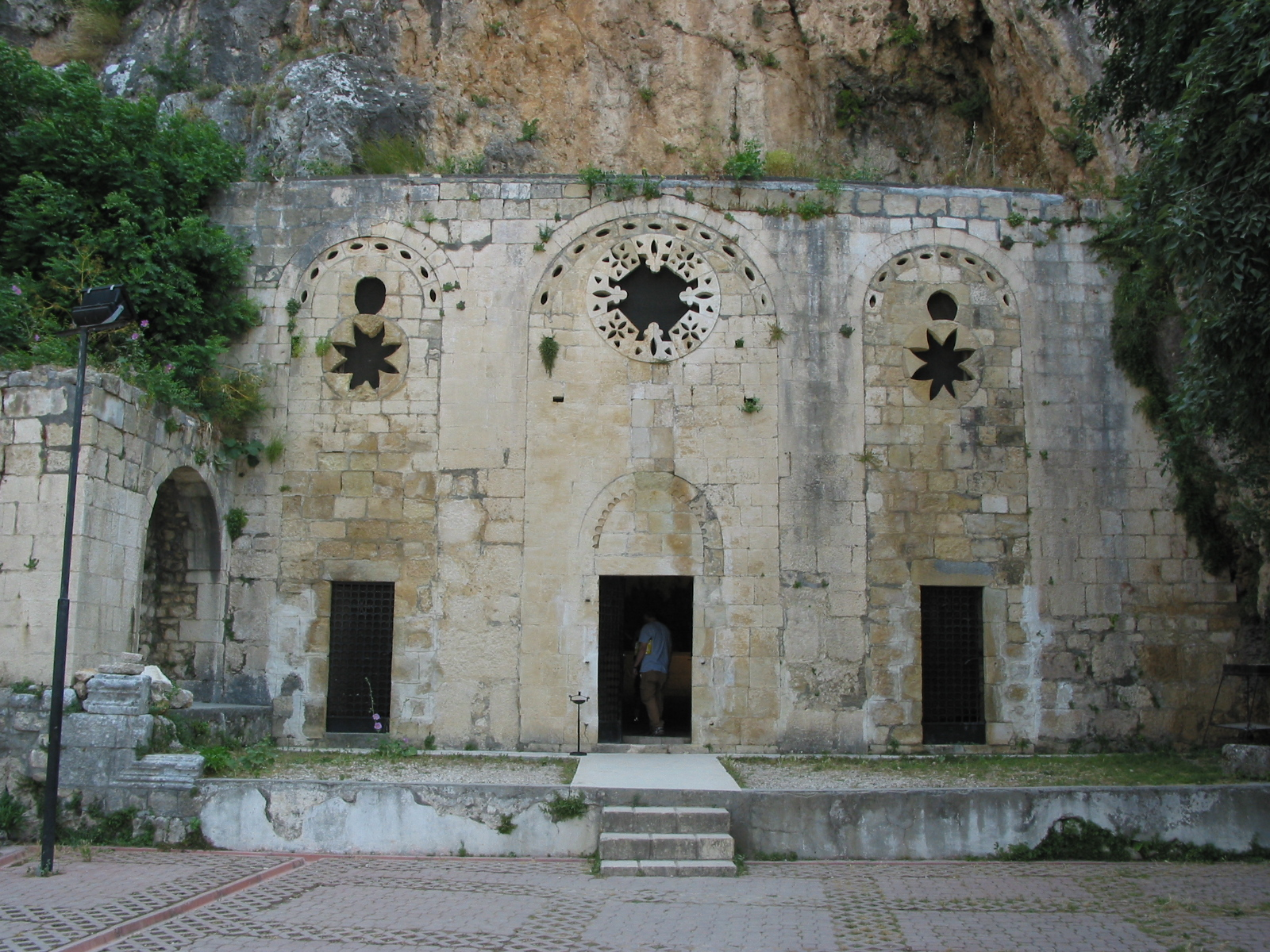
Katedrála svatého Petra v Antiochii

Velmoži rozhodli po těžkém tažení dát vojsku několikaměsíční odpočinek a začali řešit, jak naložit s dobytým městem. Vládu nad Antiochií si nepokrytě přivlastňoval Bohemund z Tarentu, který začal vystupovat jako suverénní vládce města. Křižáčtí velmoži se však zdráhali Bohemundovi Antiochii definitivně přiřknout a dohodli se, že spor rozhodne císař Alexios, za nímž do Konstantinopole vyrazil Hugo z Vermandois. Proti Bohemundově nároku vystupoval především Raimond z Toulouse, který doufal, že pokud by byla Antiochie navrácena Byzanci, ustanoví ho Alexios zdejším guvernérem. V té době v Antiochii vypukla epidemie způsobená velkým počtem mrtvol, jednou z obětí byl i papežský legát Adhémar z Le Puy. Adhémar byl osobností respektovanou všemi velmoži i poutníky, jeho autoritu podtrhovala i funkce papežského legáta, a po jeho smrti nebyl nikdo, kdo by ho dokázal zastoupit. Jeho smrtí utrpěl především Raimond, který se díky osobnímu přátelství se zesnulým biskupem těšil velké vážnosti, která byla nyní narušena, z čehož Bohemund těžil.
V říjnu 1098 dobyl Raimond muslimské město Albara. Navzdory tomu, že se město vzdalo, prodal Raimond obyvatelstvo do otroctví a dal město osídlit křesťanským obyvatelstvem. Zároveň zde založil nové latinské biskupství, první biskupství římského ritu na Blízkém východě. Na biskupský stolec byl dosazen Provensálec Petr z Narbonne, kterého vysvětil ortodoxní antiochijský patriarcha Jan VII. V té době totiž ještě schizma mezi pravoslavím a latinskou církví všude nechápali jako zásadní překážku spolupráce. Petr z Narbonne se ve svém novém biskupství dlouho nezdržel, neboť měl v úmyslu táhnout s křížovou výpravou dál na Jeruzalém.
Nevraživost mezi oběma vojevůdci, Raimondem a Bohemundem, se promítla do vztahů i mezi prostými vojáky, Normany a Provensálci. Navíc vojáci i poutníci ztráceli trpělivost a požadovali konečně vytáhnout na jih. Raimond prohlásil, že se vydá na další tažení k Jeruzalému, ale jen pokud ho bude Bohemund následovat. Vzápětí však Raimond nechal připravit k pochodu svou armádu, v jejímž čele bylo jako zástava vztyčeno Svaté kopí, a vytáhl na jih. Bohemund se podrobil a vyrazil společně s Robertem Fladerským za Raimondem. V prosinci křižáci oblehli muslimské město Maarrat an-Númán, jehož obyvatelům se předtím podařilo odrazit výpad Raimonda z Peletu, vazala Raimonda z Toulouse. 12. prosince se Raimondovi z Toulouse díky obléhací věži podařil průlom bez přispění normanských rytířů. Normani však na Raimondův úspěch rychle zareagovali a město vyplenili tak hbitě, že na Provesálce již žádná kořist nezbyla. Masakr místních obyvatel byl vůbec největší, k jakému během první křížové výpravy došlo. Hrstce přeživších civilistů dal milost pouze Bohemund z Tarentu. Poté došlo k další roztržce mezi Bohemundem a Raimondem o to, komu město připadne: Raimond je chtěl připojit k albarskému biskupství, které bylo prostřednictvím provensálského biskupa pod jeho vlivem, zatímco Bohemund požadoval město pro své antiochijské panství. Později Bohemund přehodnotil svůj názor a byl ochoten Raimondovi ustoupit, ovšem za předpokladu, že se hrabě z Toulouse zřekne svých nároků na Antiochii.
Poutníkům a prostým vojákům ale už z neustálých sporů mezi vojevůdci došla trpělivost a v zoufalství zničili opevnění Maarratu, čímž město ztratilo na svém vojenském významu. Protože většina z nespokojenců byli původem Provensálci, vyžádali si zástupci poutníků slyšení u Raimonda a nabídli mu, že pokud s nimi vyrazí na Jeruzalém, uznají ho svým vrchním velitelem. Raimond si byl vědom, že pokud nyní odejde, bude Antiochie pro něho definitivně ztracena. Ale nakonec žádosti davů vyhověl a 13. ledna, symbolicky bos a v poutnickém rouchu, v čele Provensálců vyrazil k Jeruzalému.

### Cesta na jih

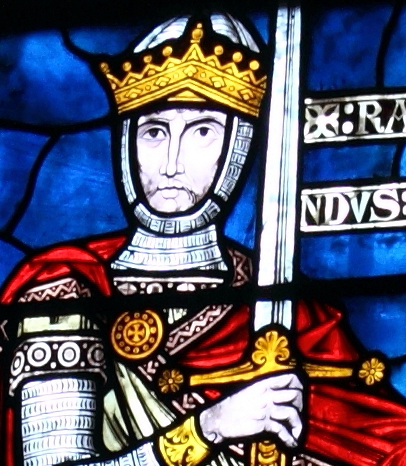
Raimond z Toulouse (vitráž v bazilice sv. Saturnina v Toulouse)

Lidí, kteří se pod Raimondovým velením rozhodli pro výpravu na Jeruzalém, bylo kolem 30 000, z toho jen asi polovina byli ozbrojenci, zbytek poutníci. Spolu s Raimondem nakonec vyrazil i Robert z Normandie a Bohemundův synovec Tankred. V Sýrii již nebyla žádná vojenská síla, která by křižáky dokázala zastavit. Syrská a libanonská pobřežní města byla roztroušena pod nadvládou různých arabských emírů, hlásících se sice k fátimovskému chalífovi, ale také často bojujících mezi sebou. Území jižně od Bejrútu bylo pod přímou egyptskou správou.
Raimond byl místními křesťany po cestě vítán jako osvoboditel a místní arabští vládci si ho snažili předcházet, aby se vyhnuli osudu Antiochie či Maarrat an-Númánu. Turci však stále ovládali několik pobřežních měst, která musel Raimond dobývat. Přístavní město Tortosa se Provensálcům podařilo obsadit lstí, když v noci rozdělali kolem města velké množství ohňů, čímž vyvolali dojem, že jich je daleko více než ve skutečnosti a zastrašená posádka raději v noci po moři opustila město. Křižáci tak získali přístav velké strategické hodnoty. Do křižáckých rukou po Tortose padlo i město Marqiye. Výprava postupovala podél pobřeží, přičemž se Raimond snažil navázat dobré vztahy s místními emíry. Emír ze Šajzaru za příslib přátelství poskytl průvodce pro přechod přes řeku Orontes. 27. ledna Raimondova výprava minula pohoří Džebel Asarieh a narazila na pevnost Hisn al-Akrád. Pevnost se nevzdala bez boje a křižáci ji museli obléhat. Při útoku posádka vypustila na křižáky svá domácí zvířata, která křižáci začali okamžitě chytat, takže přestali dávat pozor, načež obležení podnikli náhlý výpad, při němž hrabě Raimond málem padl. Dobře zásobenou pevnost se přesto podařilo obsadit a křižáci zde pobyli několik týdnů. Raimond zatím navázal kontakt s emíry z Homsu a Tripolisu. Poté se křižáci stočili na západ a 14. února napadli přístav Arka, ležící nedaleko Tripolisu. Emírové z Tripolisu a Homsu se Raimonda po předchozí dohodě od útoku nepokusili odradit. Raimond v té době uvažoval o dobytí Arky i bohatého Tripolisu pro sebe a založení vlastního panství, ale narážel na odpor Roberta a Tankreda, kteří s podobným podnikem nechtěli mít nic společného. V té době dorazili k Arce ostatní křižáci, Godefroy z Bouillonu a Robert Flanderský, čímž se počet vojska zdvojnásobil.

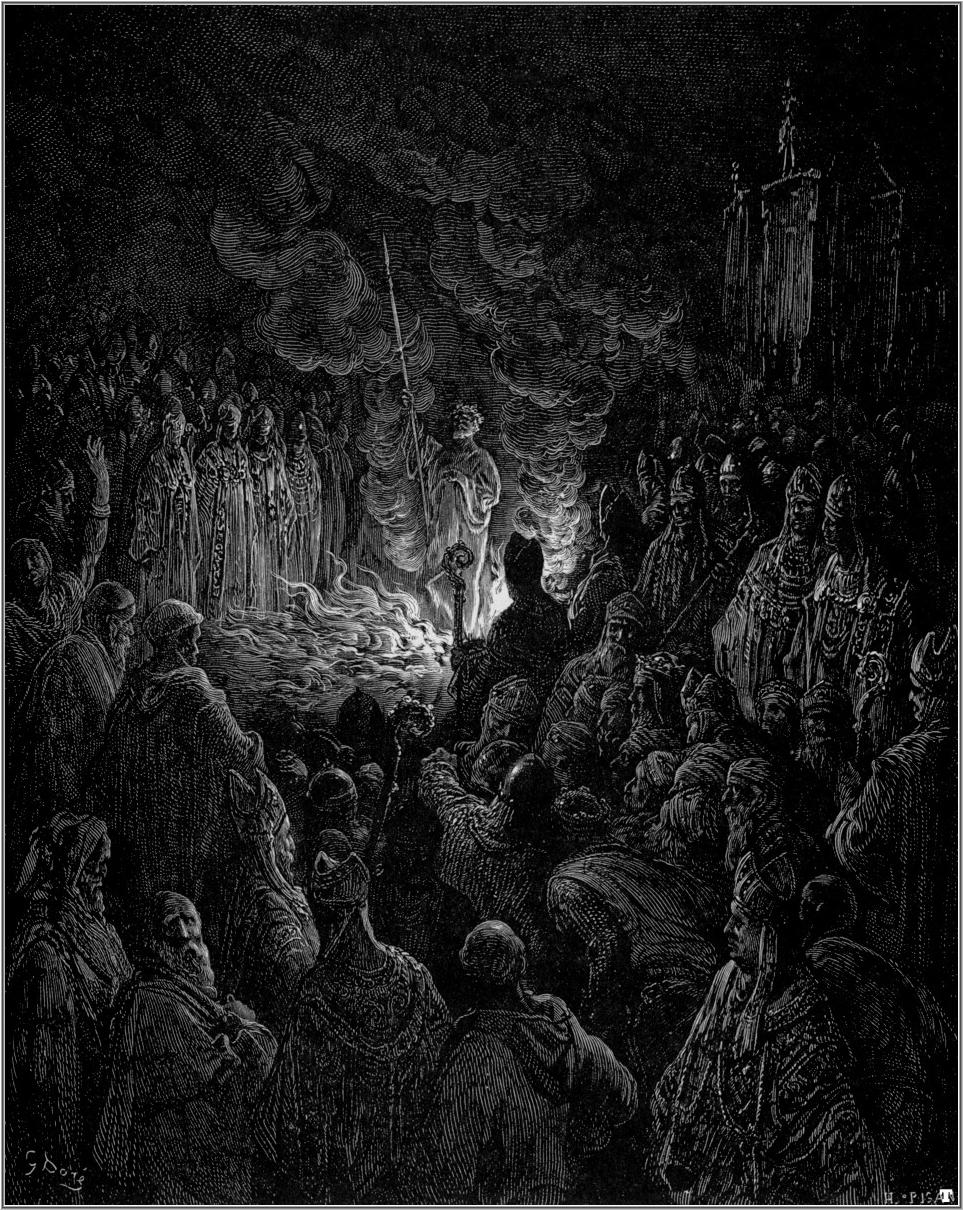
Gustav Doré: Ordál ohněm, Petr Bartoloměj s kopím v ruce prochází ohněm

Nově příchozí vojevůdci odmítli uznat Raimonda za vrchního velitele, jak Raimond sám sebe během posledních dvou měsících tituloval. Normanům se navíc nezamlouval ani Raimondův způsob obléhání Arky. Obléhání vázlo a ve vojsku znovu narůstala nespokojenost. Navíc se opět vynořily pochyby, zda je Svaté kopí nalezené v Antiochii pravé. Petr Bartoloměj mezitím přišel několikrát se svými viděními, kdy mu různí svatí měli pro ostatní křižáky sdělovat, že se mají řídit jen rozkazy Raimonda z Toulouse. Tankred otevřeně Petra označil za lháře a Petr Bartoloměj na to reagoval tím, že pravost relikvie dokáže „božím soudem“. Obřad ordálu ohněm proběhl 8. dubna na Velký pátek a svědkem mu byl celý křižácký tábor. Petr ohněm skutečně prošel, ale několik dnů poté následkem popálenin zemřel a jeho smrt v očích křižáků potvrdila, že Svaté kopí byl podvod.
Smrt Petra Bartoloměje měla i jiný dopad; 13. května Godefroy z Bouillonu, Tankred i oba Robertové ukončili obléhání a vytáhli přímo na Jeruzalém. Raimond odmítl vzdát se obléhání, ale když zůstal u Arky osiřelý, ukončil obléhání také a ostatní křižáky dohnal, přišel však o svůj morální kredit coby vůdce poutníků, který měl, když opouštěl Maarrat an-Númán. Vedoucí úlohu po Raimondovi převzal lotrinský vévoda Godefroy z Bouillonu. Jedno palestinské město po druhém si vykupovalo milost křižáků a 7. června ráno spatřili Evropané svůj vytoužený cíl – Jeruzalém.

### Jeruzalém – konečný útok
Jeruzalém byl v dobách křížových výprav těžce opevněným městem. Jeho hradby pocházely z dob římského císaře Hadriana a pozdější vládcové města je udržovali ve výborném stavu. Místní egyptský místodržící Iftíchar ad-Daula se na obléhání důkladně připravil, nechal otrávit všechny studny mimo město, terén před městskými hradbami srovnal se zemí a nechal z města vyhnat potenciálně nebezpečné křesťanské obyvatelstvo. Posádka se skládala ze 3000 súdánských a egyptských vojáků, ale také z arabských a židovských milic postavených z 20 000–30 000 loajálních obyvatel, kteří v Jeruzalémě směli zůstat. Křižákům zatím zbylo jen asi 1200 rytířů a 11 000 pěších, což bylo příliš málo i na úplné obklíčení města.

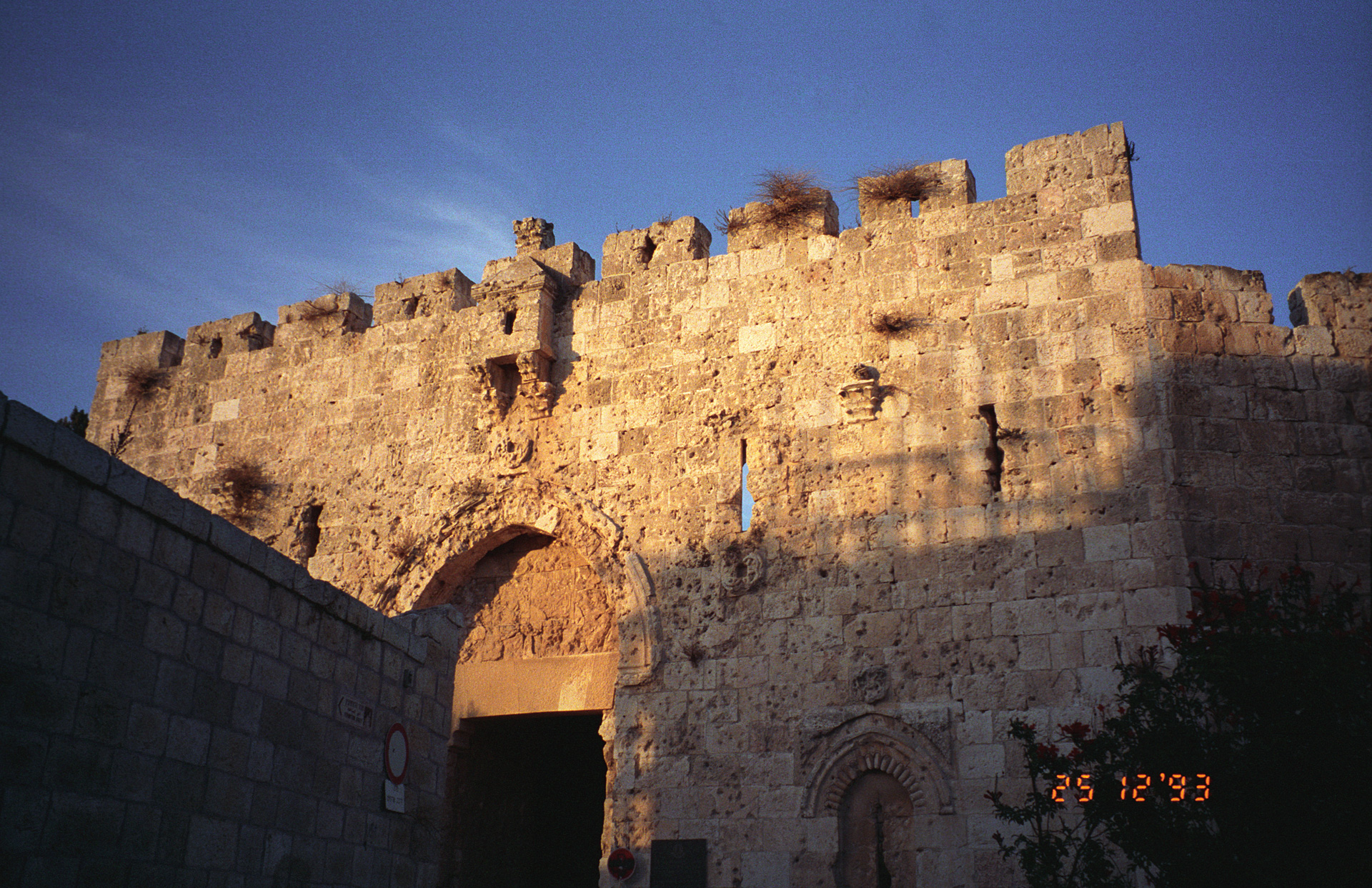
Sionská brána v Jeruzalémě

Křižáci ještě 7. června rozbili obléhací tábor. Raimond z Toulouse se utábořil na hoře Sion, poblíž Sionské brány, odkud to měl nejblíže k prameni Siloe, jedinému zdroji čisté vody v okolí města. Z pramenu Siloe však voda vyvěrala asi jednou za tři dny a byl na dostřel egyptských válečných strojů. Křižáci před Jeruzalémem trpěli žízni, a navíc stále hrozilo, že k Jeruzalému přitáhnou posily z Egypta. Křižáckou morálku drželo jen náboženské nadšení, což také způsobilo, že prostí vojáci uvěřili kázání jakéhosi poustevníka žijícího na Olivetské hoře a v pondělí 13. června podnikli bez velkých příprav výpad. Dostali se až k samotným městským hradbám, ale bez obléhacího vybavení byl jejich útok neúčinný a s velkými ztrátami museli ustoupit. Křižáci si uvědomili, že na dobytí města bude potřeba množství obléhacích strojů, a začali proto shánět stavební dřevo. Ještě toho večera, 13. června, Robert Normandský a Robert Flanderský dorazili ke vzdáleným lesům, odkud se pomocí velbloudů podařilo dostat až do tábora nějaký materiál. 17. června se v táboře objevili dva Italové, kteří přinesli zprávy o připlutí dvou janovských galér a čtyř anglických kog se zásobami a materiálem pod velením admirála Guglielma Embriaca a jeho bratra Prima di Castella do Jaffy. Raimond ihned vyslal 30 rytířů jako doprovod zásobovací karavaně na cestě z Jeruzaléma do Jaffy, ale poté ještě z opatrnosti vyslal v závěsu za nimi padesát dalších rytířů, vedených Raimondem z Peletu, jako pojistku. Karavana byla skutečně po cestě napadena Egypťany z Askalonu a skupina Raimonda z Peletu dorazila na místo střetu právě včas, aby karavanu zachránila. Křižáci pobili mnoho muslimských vojáků a získali velkou kořist, ale sami měli padlé i z řad vysoce postavených šlechticů.

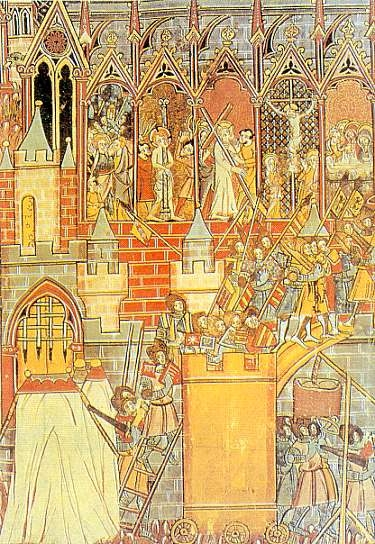
Křižáci dobývají Jeruzalém, středověký iluminovaný obrázek

S novým materiálem se křižáci mohli pustit do stavby dvou obrovských obléhacích věží, z nichž jedna byla určena pro Godefroye z Bouillonu a druhá pro Raimonda z Toulouse. Stavitelem Raimondovy věže byl Janovan Guglielmo Ricou, zvaný Opilec. Práce pokračovaly navzdory potížím s vodou a dalším hádkám mezi veliteli, zejména Raimondem z Toulouse a Tankredem z Hauteville, zatímco všichni velmoži byli ve sporu s duchovenstvem o budoucím postavení Jeruzaléma. 8. července křižáci vykonali slavný „bosý průvod“ kolem Jeruzaléma, který byl zakončen kázáními předních biskupů i kazatelů na Olivetské hoře. Kázání bylo tak působivé, že se zde veřejně usmířili i Raimond s Tankredem, dva zarytí rivalové.
9. července byly obě věže přesunuty do bojových pozic. Raimondově věži však v cestě stál jeden dosud nezakopaný příkop, jehož zahrabání trvalo tři dny. 13. července večer začal útok a o den později byla Raimondova věž na dosah hradeb.V sektoru Provensálců však držela pozice elitní egyptská garda, které velel sám místodržící Iftíchar ad-Daula a která útoky Raimondových vojáků dokázala odrazit, čímž vznikla patová situace. Křižáci však museli spěchat, protože se dozvěděli, že se z jihu blíží mohutná egyptská armáda, která slíbila Jeruzalému pomoc. Jeruzalém tak, podobně jako Antiochie, musel padnout dříve, než nepřátelská armáda dorazí. 15. července útok pokračoval a Godefroyovým Lotrinčanům a Tankredovým Normanům se na severu podařilo prorazit a vpadnout do města. Odpoledne již byl výsledek bitvy jasný, ale Iftíchar ad-Daula stále ještě dokázal Provensálce držet na jihu. Pak ale místodržící, když viděl, že město je ztracené, vydal své gardě rozkaz stáhnout se do jeruzalémské citadely. Provensálci tak měli cestu volnou, Raimond, podle Anonymní kroniky, své vojáky povzbuzoval:
| „ | Proč se opožďujete? Všichni Francouzi jsou již ve městě! | “ |
| — |                                                          |   |

Křižáci začali ve městě drancovat a zabíjet, zabíjení bylo takových rozměrů, že muslimy nadlouho přesvědčilo o křesťanském barbarství a nemožnosti jakékoliv dohody s nimi. Zabíjení pokračovalo ještě celý další den a podle současníků se křižáci brodili v krvi. Kromě malého počtu civilistů, kterým se z města podařilo prchnout do Damašku, krvavou lázeň přežil místodržící Iftíchar ad-Daula a jeho osobní stráž, když se ukryli v Davidově věži, kde se nacházela mimo jiné městská pokladnice s žoldem pro vojáky. Iftíchar nabídl jeruzalémskou pokladnici za propuštění Raimondovi, který podle rytířských zásad přijal a nechal Egypťany pod silnou ochranou svých rytířů eskortovat do Askalonu, dalšího mocného palestinského města pod správou Egypta. Anonymní kronika Raimondovo gesto, které mu vyneslo velkou úctu mezi muslimy, a vraždění v Jeruzalémě popisuje takto:
| „ | Velitel, který velel v Davidově věži, se vzdal hraběti a otevřel mu bránu, ve které poutníci měli zvyk platit tureckému národu poplatek. Když už byli naši poutníci ve městě, pronásledovali až k chrámu Šalomounovu Saracény, kteří se u něho shromáždili, a zabíjeli je. Ti svedli s našimi lítý boj, který trval po celý den a v takové míře, že celý chrám byl ponořen do jejich krve... | “ |
| — | |   |

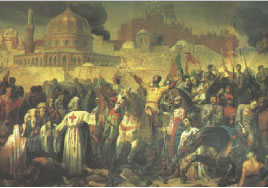
Émile Signol: Křižáci se radují v dobytém Jeruzalémě

Když křižáci se zabíjením přestali, byl už Jeruzalém městem duchů. Vojevůdci ve městě obsadili domy, kde se ubytovali o odpočinuli si. Navečer vykonali pouť ve stopách Ježíše na Via Dolorosa a všichni se setkali u Božího hrobu v srdci Jeruzaléma.
| „ | Křižáci se brzy rozutíkali na všechny strany města, aby se zmocnili zlata, stříbra, koní a mul, aby vyloupili domy, které překypovaly bohatstvím. Potom celí šťastní, plačíce radostí, šli se poklonit a uctít hrob našeho Ježíše Krista Spasitele, aby tak splatili svůj dluh... | “ |
| — | |   |

Největšího úspěchu první křížové výpravy – dobytí Jeruzaléma – bylo dosaženo.

### Boj o korunu
Když se velitelé znovu sešli k poradě v dobytém městě, usnesli se, že musí být co nejdříve zvolen nový patriarcha, který by předsedal následné volbě vládce města. Normani prosazovali Arnoula de Rohes, přičemž duchovní požadovali, aby patriarcha byl zároveň i světským vládcem města, ale Raimond jeho jmenování odmítal a zdržoval je. O pár dnů později se velmoži věnovali volbě nového vládce Jeruzaléma. V úvahu pro takovou funkci připadali pouze Raimond z Toulouse, Godefroy z Bouillonu, Robert Flanderský a Robert z Normandie. Robertové však dávali jasně najevo, že se hodlají vrátit zpět do Evropy, takže zbyli pouze Raimond a Godefroy.

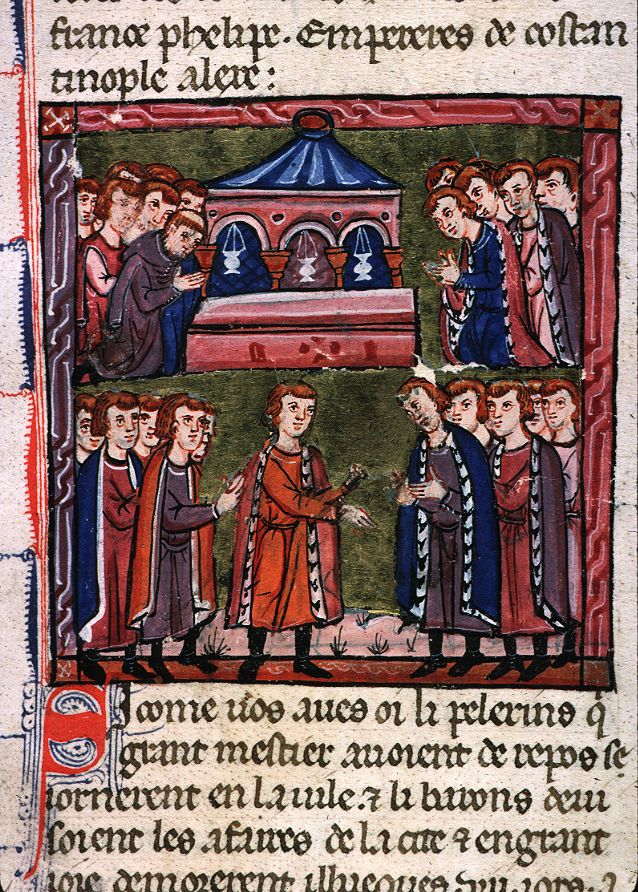
Volba Godefroie za Ochránce Božího hrobu, Vilém z Tyru, Histoire d'outremer

Válečná rada nabídla korunu Raimondovi, jakožto staršímu z obou rivalů. Raimond po koruně toužil a v jeho prospěch hovořily zkušenosti, věk, bohatství, urozenost, i osobní přátelství se zemřelým legátem Adhémarem a papežem. Stihl si však znepřátelit většinu velmožů, Tankreda i oba Roberty, vytýkán mu byl přátelský postoj k Byzanci, nepříliš výrazné vojenské úspěchy jakož i to, že se zastával pravosti Svatého kopí a Petra Bartoloměje, což křižáci později prohlásili za podvod. Raimond věděl, že by si nikdy nedokázal zjednat náležitý respekt, a korunu proto se sebezapřením musel odmítnout s odůvodněním, že jediným králem Jeruzaléma může být jen Kristus. Doufal, že svým odmítnutím zabrání korunu přijmout i Godefroyovi, ale ten funkci se všemi pravomocemi přijal, nikoli však s plnou královskou hodností, ale jen s titulem Ochránce Svatého hrobu.
Raimond zuřil a odmítl uznat Godefroyovu autoritu. Protože Raimond již od chvíle, kdy se mu vzdal Iftíchar ad-Daula, držel Davidovu věž, požadoval nyní Godefroy, aby mu byla citadela vydána. Raimond to odmítal učinit, čímž pohoršil i své stoupence, ale na nátlak velmožů ji předal albarskému biskupovi Petrovi z Narbonne. Biskup nechtěl spor ještě více rozdmýchávat a citadelu Godefroyovi vydal. Raimond nečekal, že by biskup Petr citadelu jen tak vydal a velmi ho to rozhořčilo. Podle kroniky Assises de Jérusalem:
| „ | Velmi na své rozvzteklen pravil hrabě, že už se netěší úctě, na kterou má nárok, a že tu už nemůže setrvat. Odešel z Jeruzaléma do Jericha... | “ |
| — | |   |

Raimond s sebou odvedl i svou armádu a duchovní, čímž Provensálci ztratili vliv v Jeruzalémě a zvolení Arnoula de Rohes 1. srpna 1099 jeruzalémským patriarchou tak nestálo nic v cestě.

### Bitva u Askalonu
Egyptská armáda zatím na Jeruzalém nespěchala, vezír al-Afdal si byl jist svou převahou. Armáda se proto utábořila před Askalonem a čekala na fátimovské námořnictvo, které mělo egyptský postup podpořit. Godefroy volal z Jeruzaléma nazpět všechny křižácké velmože i s jejich armádami. Raimond, usazený v Jerichu, váhal, zda má uposlechnout, ale nakonec se 10. srpna s armádou připojil k ostatním, protože situace byla velmi vážná. Křižáci vytáhli proti vezírově armádě, s čímž Egypťané vůbec nepočítali. V sobotu 12. srpna křižáci vzali egyptský tábor útokem. Raimond velel pravému křídlu, které bylo nejblíže moři. Křižáci Egypťany rozprášili a flotilu i vezírem na palubě zahnali na útěk, přeživší egyptští vojáci však nalezli útočiště v Askalonu, který křižáci okamžitě oblehli.

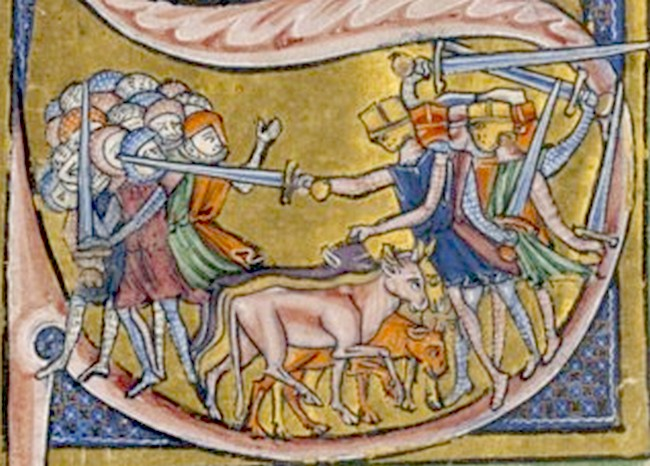
Bitva u Askalonu (iluminace ze 13. století)

Posádka Askalonu byla ochotná kapitulovat, ale jen Raimondovi, o kterém muslimové věděli, že nenechal zmasakrovat zajatce v Jeruzalémě. Raimond dal Egypťanům svou korouhev a ti ji vyvěsili nad hradbami. To vzbudilo hněv Godefroye a strhla se hádka. Godefroyova zpupnost pobouřila Roberta Flanderského i Roberta z Normandie, kteří okamžitě ukončili obléhání a odtáhli. Raimond obléhání též přerušil a obleženým vzkázal, že jim nemůže nic zaručit, ale povzbuzoval je v odporu a dodal, že samotní Godefroyovi Lotrinčané na město nestačí. Rozcházejí se pohledy na to, zda tento Raimondův krok interpretovat jako zradu nebo jako rytířský krok šlechtice, který nedokázal dostát svému slovu. Před Askalonem zůstal s Godefroyem jenom Tankred z Hauteville, ale ani s ním skutečně nedokázali Lotrinčané město dobýt a museli obléhání vzdát. Po odražení egyptské invaze se křižácká vojska rozpadla a první křížová výprava definitivně skončila.

## Budování panství a války na Východě

Křižácké državy ve Svaté zemi těsně po završení první křížové výpravy, 1102

### Obsazení Latakie
Raimond od Askalonu táhl společně s oběma Roberty na sever, až dorazili k přístavnímu městu Latakia, které bránila byzantská posádka proti normanské armádě z Antiochie pod velením Bohemunda z Tarentu. Normany navíc z moře podporovalo pisánské námořnictvo vedené arcibiskupem Daimbertem z Pisy, novým papežským legátem. Raimond Bohemunda nesnášel a Robertové se obávali, že znepřátelí-li si Byzantince, nikdy se nedostanou zpět domů. Nechali si proto Daimberta předvolat a donutili ho flotilu stáhnout. Bohemund poté obléhání ukončil a stáhl se zpět do Antiochie. Byzantský guvernér se Raimondovi a Robertům cítil zavázán a za odměnu Robertu Flanderskému a Robertu z Normandie poskytl transport do Konstantinopole na byzantských lodích. Raimond se zatím v Latakii usadil jako vážený host byzantského guvernéra. Nad Latakií tak kromě byzantských zástav zavlál i prapor hraběte z Toulouse.
Ovládnutím Latakie, ač byzantského města, položil Raimond základ svému vlastnímu panství na Východě. Později odcestoval do Konstantinopole, aby získal podporu byzantského císaře proti silnějšímu Bohemundovi. V Latakii zatím nechal posádku pod velením své ženy Elvíry, kdyby se Bohemund město pokusil znovu napadnout.

### Výprava na osvobození Bohemunda
Počátkem roku 1100 upadl Bohemund z Tarentu do turecké léčky a byl uvězněn v anatolské Neocaesareji. V létě roku 1101 dorazily na Balkán posily z Evropy pro křižáky v Palestině. Mezi nově příchozími byl i Štěpán z Blois, hrabě Štěpán Burgundský a německý vojevůdce Konrád. Křižáci se v Konstantinopoli dostali do konfliktu s Alexiem, ale Raimond dokázal spor urovnat. Když se křižáci dozvěděli o Bohemundově zajetí, považovali za svou povinnost pokusit se antiochijského knížete osvobodit a nakonec se k výpravě připojil i Raimond z Toulouse. Výprava vytáhla v červnu 1101 a již 24. června dobyla tureckou Ankaru. Pak se výprava stočila na severovýchod, přičemž byla neustále napadána arménskými a tureckými oddíly. Lombarďané, kteří tvořili zadní voj, se rozprchli a zanechali bezbranné poutníky napospas nepřátelům. Raimond tak byl nucen nespolehlivé Italy nahradit svými provensálskými rytíři. K městu Amusia nedaleko Neocaesareje křižáci dorazili vyčerpaní a poblíž tábořily spojené armády Kilič Arslana, Ridvána z Aleppa a Danišmenda Moudrého.
Němečtí křižáci muslimy brzy objevili a 5. srpna křižáci s Turky svedli bitvu. Bitva byla nerozhodná, ale když Lombarďané začali ustupovat, narušili bitevní řady a křižáci byli nuceni bojiště vyklidit; Raimond ustoupil až poslední. Po bitvě došlo k roztržce mezi křižáckými vůdci; Raimond a Štěpán z Blois navrhoval v noci ustoupit a výpravu tak odvolat, ale ostatní nepřesvědčil a byl sám obviněn z osobní nevraživosti vůči Bohemundovi. Raimond se tedy na ostatní přestal ohlížet, dal Provensálcům rozkaz sbalit tábor a v noci vyrazit zpět. Ostatní velitelé doufali, že Raimond svůj odchod nemyslí vážně, ale když ráno zjistili, že skutečně zmizel, začali oslabení Němci, Burgunďané, Francouzi a Lombarďané vyklízet tábor a pospíchali za Raimondem. Křižáci měli velké ztráty, Raimondovi a Štěpánovi z Blois se však podařilo v pořádku dostat až do byzantských teritorií na černomořském pobřeží, odkud se po moři vydali do Svaté země.

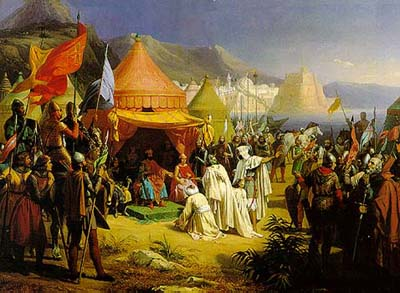
Alexandre-Charles Debacq: Bernard z Toulouse přijímá kapitulaci Tripolisu

### Zajetí, obléhání Tripolisu a smrt
Když se roku 1102 Raimond po neúspěšné výpravě vylodil v Tarsu, aby se vydal po souši do Latakie, padl do zajetí Normanů z Antiochie. Antiochijský regent Tankred dal hraběte uvěznit v Antiochii pod záminkou zrady křesťanských zájmů, jež zapříčinila neúspěch v Anatolii. Na nátlak církve však Tankred musel ještě téhož roku Raimonda propustit, ale předtím se Raimond musel zavázat, že nebude podnikat nic proti Antiochijskému knížectví a že své Provensálce stáhne z Latakie a odejde na jih.
Raimondovi zbylo pod velením jen několik stovek jihofrancouzských rytířů, přesto zaútočil na přístavní město Tortosa, které se mu s pomocí janovského loďstva podařilo dobýt. Dále podnikal útoky proti místním arabským emírům a roku 1103 oblehl nejvýznamnější pevnost v oblasti – Tripolis. Krátce poté Provensálce napadla armáda z Homsu, Damašku a Tripolisu, ale Raimondovi se podařilo útočníky odrazit a pozici křižáků udržet. Křižáci na Mount Pèlerin (latinizovaně Mons Peregrinus – Hora poutníků) proti městu postavili obléhací pevnůstku, kterou užívali jako základnu pro své obléhání. Z pevnůstky na Mount Pèlerin však nedokázali kontrolovat námořní cesty, které zůstaly pro Tripolis volné. Raimond při jednom útoku na hradby utrpěl vážné popáleniny, a na které 28. února 1105 ve své obléhací pevnůstce zemřel. Pohřben byl v Jeruzalémě.

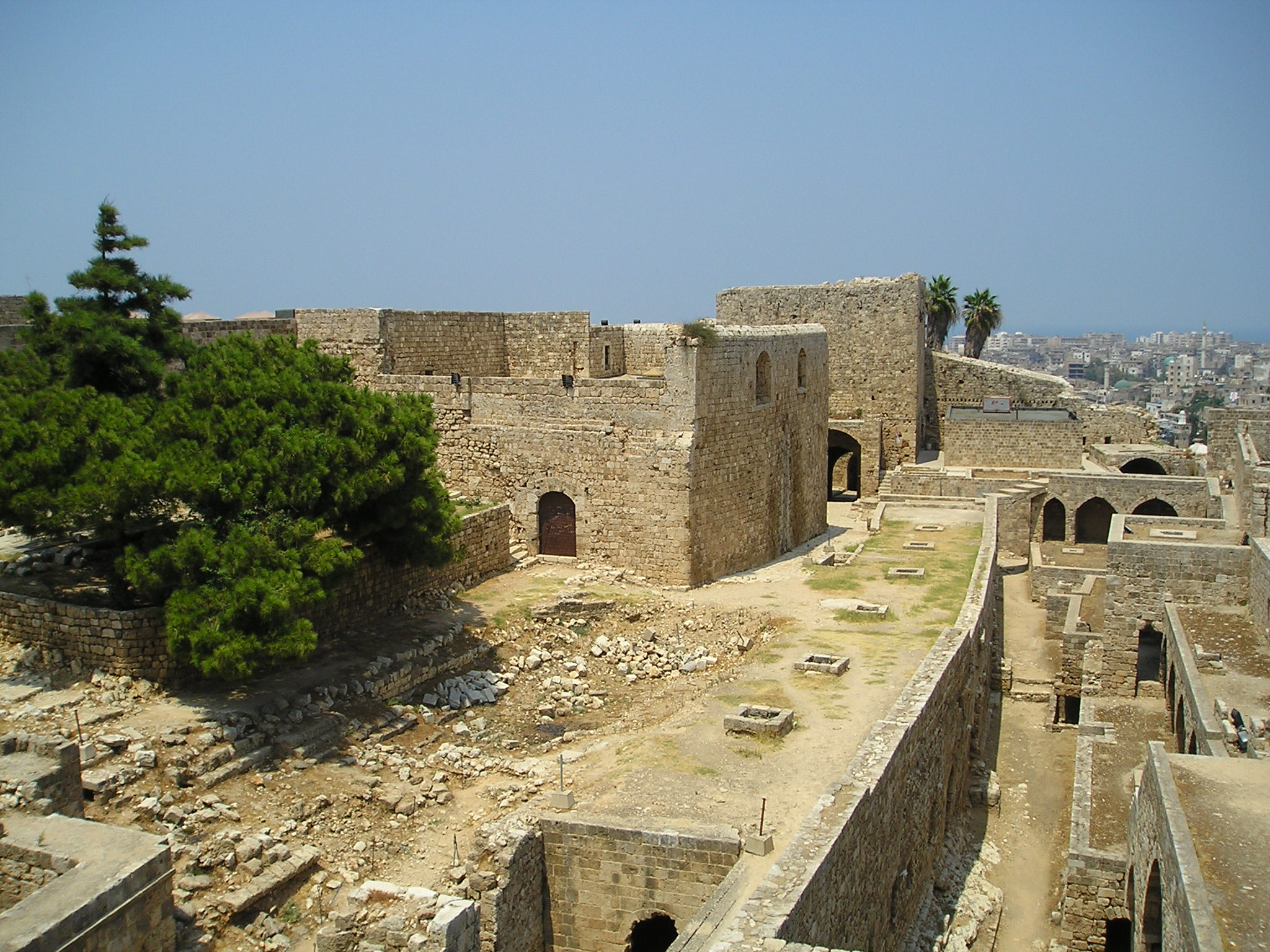
Citadela Raimonda de Saint-Gilles, Tripolis, dnešní Libanon

V obléhání po Raimondově smrti pokračoval jeho příbuzný Vilém Jordan z Cerdagne, zatímco titulárně po Raimondovi měl nastoupit jeho nezletilý syn Alfons Jordan, který se narodil roku 1103 během obléhání Tripolisu. Roku 1108 do Palestiny s posilami připlul Raimondův dospělý nemanželský syn Bernard, který s pomocí z Jeruzaléma, Antiochie, Edessy i janovského námořnictva Tripolis následujícího roku dobyl. Tripolis se tak stal hlavním městem nového křižáckého státu Tripolské hrabství, které bylo formálně vazalem jeruzalémského krále a na jehož trůn usedl Bernard z Toulouse.

## Odraz v literatuře
Raimond se netěšil přízni severofrancouzských ani normanských kronikářů. Ti Raimondovi vytýkali ješitnost, vládychtivost a hrabivost. Své kroniky proto psali ve prospěch svých pánů a většinou v neprospěch Raimonda z Toulouse, kterého líčili jako neschopného vojevůdce. To pak dokázalo ovlivnit dokonce i některé práce moderních historiků.
Jedinou kronikou sepsanou v průběhu první křížové výpravy z pohledu Provensálců byla Historia Francorum qui ceperunt Iherusalem sepsaná Raimondovým kaplanem Raimondem z Aguilers.